# Barile
Barile je stará jednotka objemu používaná ve Středomoří. Její velikost se lišila v jednotlivých oblastech.

## Převodní vztahy
- v Itálii
  - v Benátkách 1 barile = 64,39 l = 384 gutte = 96 quartuccio = 64 boccale = 6 secchia
  - v Janově 1 barile = 79,5 l
  - v Neapoli 1 barile = 43,63 l = 180 bicchiere = 60 caraffa, taktéž 1 barile = 83,31 l = 2/3 tomolo
  - na Sardinii (pro objem oleje) 1 barile = 33 l = 192 misura = 96 quartuccio = 8 quartana = 2 giara
  - na Sicílii 1 barille = 34,39 l = 2 krychlové palmo = 160 bicchiere = 80 caraffa = 40 quartuccio = 2 quartaro = 1/4 salma = 1/32 botta
  - v Římě 1 barile = 58,52 l
  - v Terstu 1 barile = 62,02 l
  - ve Vatikánu (pro objem vína) 1 barile = 58,34 l = 512 quartuccio = 128 foglietta = 28 boccale = 1/16 botta; (pro objem oleje) 1 barile = 57,48 l = 448 quartuccio = 112 foglietta = 28 boccale = 7/20 soma = 7 cugnatello
- v Libyi 1 barile = 64,8 l = 24 bozza
- na Maltě 1 barile = 39,94 l = 2 cafisso
- v Řecku 1 barile = 64,39 l = 24 boccale, taktéž 74,24 l
- ve Splitu 1 barile spalatino = 68,41 l = 6 secchia = 108 quartuccio
- ve Švýcarsku = 45,19 l